# ペネロープ・ウィルトン
デイム・ペネロープ・アリス・ウィルトン（Dame Penelope Alice Wilton, DBE、1946年6月3日 - ）は、イギリスの女優。ペネロープの発音は「ペネロピ」に近い。

## 来歴
イングランド・ノース・ヨークシャーのスカーブラ出身。父親は実業家、母親は元女優・タップダンサーだった。伯父や叔母、従兄弟も俳優だった。
1965年から1968年までドラマセンター・ロンドン（現、ロンドン芸術大学・セントラル・セント・マーチンズ）で演劇を学び、1969年に舞台で女優デビューした。
映画『フランス軍中尉の女』や、『マリーゴールド・ホテルで会いましょう』、『マリーゴールド・ホテル 幸せへの第二章』、テレビドラマ『ダウントン・アビー』などで知られ、『マリーゴールド・ホテルで会いましょう』では高い評価を受けた。
2015年、Taken at Midnightでローレンス・オリヴィエ賞最優秀主演女優賞を受賞した。
1975年から1984年まで俳優のダニエル・マッセイと、1991年から2001年まで俳優のイアン・ホルムと結婚していた。
2004年にOBE、2016年にDBEを授与された 。
2016年公開のアメリカ映画『BFG: ビッグ・フレンドリー・ジャイアント』（監督：スティーヴン・スピルバーグ）では、イギリス児童文学作品を原作とした架空のファンタジー映画ではあるものの、実在の人物であるイギリス女王エリザベス2世役を演じた。

## 主な出演作品

### 映画
| 公開年 | 邦題 原題                                                                    | 役名                           | 備考                 |
| ------ | ---------------------------------------------------------------------------- | ------------------------------ | -------------------- |
| 1977   | ジョゼフ・アンドリュースの華麗な冒険 Joseph Andrews                          | ウィルソン夫人                 |                      |
| 1981   | フランス軍中尉の女 The French Lieutenant's Woman                             | ソニア                         |                      |
| 1981   | オセロー Othello                                                             | デズデモーナ                   | テレビ映画           |
| 1986   | 時計仕掛けの校長先生 Clockwise                                               | パット                         |                      |
| 1987   | 遠い夜明け Cry Freedom                                                       | ウェンディ・ウッズ             |                      |
| 1988   | 炎の反逆者 The Monocled Mutineer                                             | レディ・アンジェラ・フォーブス | テレビ映画           |
| 1992   | ベルボーイ狂騒曲/ベニスで死にそ〜 Blame It on the Bellboy                    | パトリシア・フルフォード       |                      |
| 1995   | キャリントン Carrington                                                      | レディ・オットリン・モレル     |                      |
| 1998   | アナザーワールド鏡の国のアリス Alice through the Looking Glass               | 白の女王                       | テレビ映画           |
| 2001   | アイリス Iris                                                                | ジャネット・ストーン           |                      |
| 2003   | カレンダー・ガールズ Calendar Girls                                          | ルース                         |                      |
| 2004   | ショーン・オブ・ザ・デッド Shaun of the Dead                                 | バーバラ                       |                      |
| 2005   | マッチポイント Match Point                                                   | エレノア・ヒューイット         |                      |
| 2005   | プライドと偏見 Pride and Prejudice                                           | ガーディナー夫人               |                      |
| 2007   | ヒストリーボーイズ The History Boys                                          | ビビー夫人                     |                      |
| 2011   | マリーゴールド・ホテルで会いましょう The Best Exotic Marigold Hotel          | ジーン・エインズリー           |                      |
| 2012   | ザ・ガール ヒッチコックに囚われた女 The Girl                                 | ペギー・ロバートソン           | テレビ映画           |
| 2013   | ベル ある伯爵令嬢の恋 Belle                                                  | レディ・メアリー・マレー       |                      |
| 2015   | マリーゴールド・ホテル 幸せへの第二章 The Second Best Exotic Marigold Hotel  | ジーン・エインズリー           |                      |
| 2016   | BFG: ビッグ・フレンドリー・ジャイアント The BFG                              | エリザベス2世                  |                      |
| 2017   | ZOO Zoo                                                                      | デニーズ・オースティン         |                      |
| 2018   | ガーンジー島の読書会の秘密 The Guernsey Literary and Potato Peel Pie Society | アメリア・モーグリー           |                      |
| 2019   | ダウントン・アビー Downton Abbey                                             | イザベル・グレイ               |                      |
| 2020   | サマーランド Summerland                                                      | 晩年のアリス                   |                      |
| 2021   | オペレーション・ミンスミート -ナチを欺いた死体- Operation Mincemeat          | ヘスター・レジェット           | ポストプロダクション |
| 2022   | ダウントン・アビー/新たなる時代へ Downton Abbey: A New Era                   | イザベル・グレイ               |                      |

### テレビドラマ
| 公開年    | 邦題 原題                              | 役名                   | 備考         |
| --------- | -------------------------------------- | ---------------------- | ------------ |
| 1992      | 床下の小さな住人たち The Borrowers     | ホミリー・クロック     | ミニシリーズ |
| 2005-2008 | ドクター・フー Doctor Who              | ハリエット・ジョーンズ | 4エピソード  |
| 2010-2015 | ダウントン・アビー Downton Abbey       | イザベル・クローリー   | 52エピソード |
| 2019-     | After Life/アフター・ライフ After Life | アン                   | 11エピソード |